# Cassidula aurisfelis
Cassidula aurisfelis är en snäckart som först beskrevs av Bruguiere 1792.  Cassidula aurisfelis ingår i släktet Cassidula och familjen dvärgsnäckor. IUCN kategoriserar arten globalt som livskraftig. Inga underarter finns listade i Catalogue of Life.